# Over Worton
Over Worton är en by i civil parish Worton, i distriktet West Oxfordshire, i grevskapet Oxfordshire, i England. Byn är belägen 12 km från Banbury. Over Worton var en civil parish fram till 1932 när blev den en del av Worton. Civil parish hade 72 invånare år 1931.